# Arbouet-Sussaute
Arbouet-Sussaute – miejscowość i gmina we Francji, w regionie Nowa Akwitania, w departamencie Pireneje Atlantyckie.
Według danych na rok 1990 gminę zamieszkiwały 252 osoby, a gęstość zaludnienia wynosiła 17 osób/km² (wśród 2290 gmin Akwitanii Arbouet-Sussaute plasuje się na 927. miejscu pod względem liczby ludności, natomiast pod względem powierzchni na miejscu 767.).
| 1901 | 1962 | 1968 | 1975 | 1982 | 1990 | 1999 |
| ---- | ---- | ---- | ---- | ---- | ---- | ---- |
| 437  | 320  | 324  | 293  | 289  | 252  | 227  |